# Macrohymenium hypnoides
Macrohymenium hypnoides là một loài rêu trong họ Sematophyllaceae. Loài này được (Schimp. ex Besch.) A. Jaeger mô tả khoa học đầu tiên năm 1878.